# Argentina australiae
Argentina australiae är en fiskart som beskrevs av Cohen, 1958. Argentina australiae ingår i släktet Argentina och familjen guldlaxfiskar. Inga underarter finns listade i Catalogue of Life.